# Руб Голдберг
Рубен Люціус Голдберг (англ. Reuben Lucius Goldberg; 4 липня 1883 — 7 грудня 1970) — американський карикатурист, скульптор, письменник, інженер та винахідник.
Голдберг найвідоміший серією карикатур, в яких фігурує так звана «машина Руба Голдберга» — надзвичайно складний, громіздкий та заплутаний пристрій, що виконує дуже прості функції (наприклад, величезна машина, яка займає цілу кімнату, мета якої — пересування ложки з їжею від тарілки до рота людини).
1948 року Голдберг отримав Пулітцерівську премію за свої політичні карикатури, а 1959 року — премію Banshees' Silver Lady Award.
Голдберг був одним із засновників та першим президентом Національного товариства карикатури. Його ім'ям названа премія Рубена, якою організація нагороджує карикатуриста року. В США щорічно проходить конкурс машин Руба Голдберга.

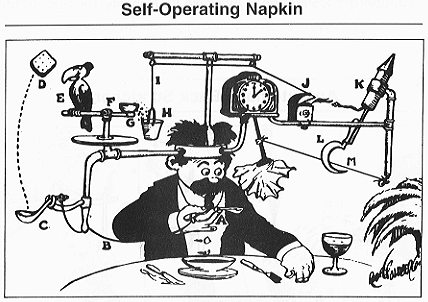
Самостійно функціонуюча серветка